# Gniewkowo (Górowo Iławeckie)
Pour les articles homonymes, voir Gniewkowo (homonymie).
Gniewkowo est un village polonais de la voïvodie de Varmie-Mazurie, dans le powiat de Bartoszyce.